# Рихтиски водопад
Рихтиски водопад (на гръцки: Φαράγγι του Ρίχτη) е водопад в Източен Крит, Гърция. Разположен близо до град Сития.